# يوروبا يونيفرساليس 4
يوروبا يونيفرساليس 4 (بالإنجليزية: Europa Universalis IV) هي لعبة فيديو من نوع إستراتيجية، تاريخ صدورها هو 13 أغسطس 2013، وهي متوفرة على أجهزة مايكروسوفت ويندوز وماك أو إس عشرة وجنو/لينكس. اللعبة من تطوير استوديو برودكس للتطوير ومن نشر بارادوكس إنتراكتيف.

## تقيم
استقبال النقاد يوروبا معمم IV مع ملاحظات إيجابية عموما، وحصل بنتيجة 87/100 على موقع ميتاكريتيك الكلي. لا توجد ملاحظات سلبية من قبل النقاد. وأشاد النقاد التحسينات من أوروبا معمم الثالث، وخاصة الميكانيكا ورسومات جديدة. . وصف TJ هافير لاعب كمبيوتر نقاط المباراة بأنها «محاكاة النسخ أن ينتصر على أرضية مشتركة بين اعب متوسط الحضارة V بك والمحبون لفترة طويلة من إستراتيجية كبرى». ردود الفعل السلبية التي تركز على الدروس، والميكانيكا القتالية والبق. اعترف نيكولاس باليجاتا هذه الأخطاء ومن المرجح أن يتم تناولها في وقت لاحق بقع والتوسعات قضايا أخرى.
في عام 2013 فاز يوروبا معمم الرابع «حدوة الحصان الذهبي» جائزة في فئة «لعبة السنة» على موقع gikz.pl. البولندية  كما فازت «أفضل إستراتيجية» و «أفضل لعبة تاريخية» في عام 2013 جوائز لعبة المناظرة.

## مبيعات
اعتباراً من شهر فبراير عام 2014، باعت يوروبا معمم IV أكثر من 300,000 نسخة. وبحلول يونيو 2014، تم تسجيل أكثر من 700,000 ألعاب على ستيم.

## روابط خارجية
- يوروبا يونيفرساليس 4 على موقع IMDb (الإنجليزية)